# Aurangabad Division
Aurangabad Division är en division i Indien.   Den ligger i delstaten Maharashtra, i den centrala delen av landet, 1 000 km söder om huvudstaden New Delhi. Antalet invånare är 3 701 282. Arean är 64 534 kvadratkilometer.
Terrängen i Aurangabad Division är lite kuperad.
Följande samhällen finns i Aurangabad Division:
- Aurangabad
- Sillod
- Kannad
- Vaijāpur
- Paithan
- Gangāpur
- Soygaon
- Pīpri
- Khuldābād